# Типові чорноземи

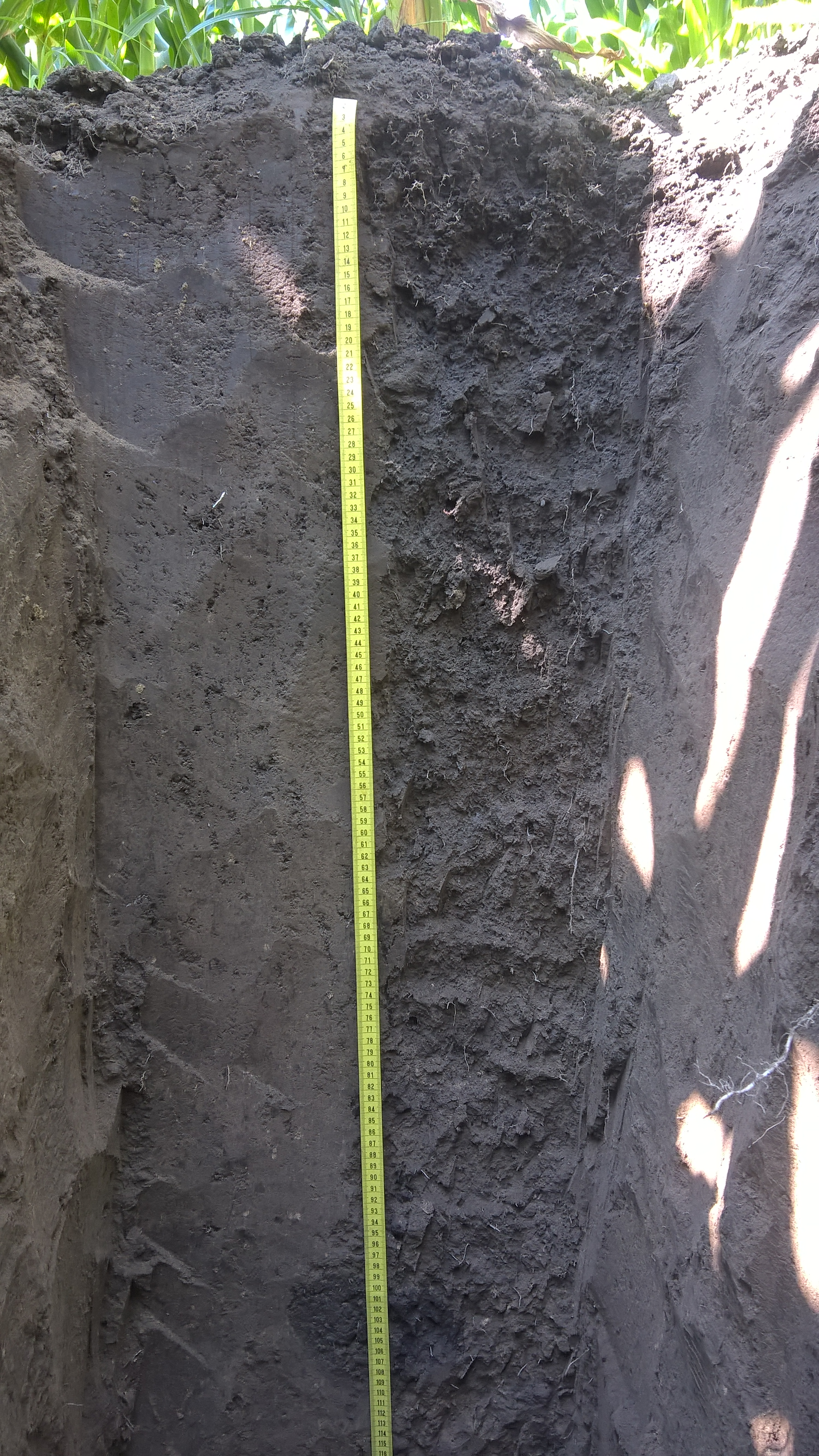
Чорнозем типовий глибокий середньогумусний середньосуглинковий пилувато-піщаний на лесі (Полтавська обл.)

Чорноземи типові — підтип чорноземних ґрунтів які сформувалися під трав’янистою рослинністю у Лісостеповій зоні (зональний ґрунт). У межах України чорноземи займають площу 26,56 млн. га з них 7,5 тис. га припадає саме на чорноземи типові. Залягають широкою смугою від східних кордонів до Карпат. Грубизна чорноземів типових варіює від 65 до 150 см, вміст гумусу в орному горизонті становить 2,5-6,2%, якісний склад гумусових речовин досить істотно відрізняється між фаціальними підтипами, але в основному гуматного типу. Реакція грунтового розчину — рН водн. 6,8 - 7,3 ємність катіонного обміну змінюється в межах від 15 до 45 мг.екв./100 г ґрунту, а в складі обмінних катіонів домінують кальцій і магній які в сумі становлять 85-99%. За гранулометричним складом переважають чорноземи типові середньосуглинкові близько 40%, важкосугинкові 35% і легкосуглинкові 25% з поступовим збільшенням вмісту глинистих частинок у ґрунтах південих областей. Мінералогічний склад доволі різноманітний з переважанням монтморилоніту (5-10%) і гідрослюд (65-80%).

## Умови утворення чорноземів:
Це найродючіші ґрунти, які сформувалися під впливом дернового (гумусо-акумулятивного) процесу ґрунтоутворення, а їх профіль позначають як: Н/к+Нрк+Рhк+Рк. Відбувається під впливом багаторічної трав'янистої рослинності при періодичному зволоженні ґрунту в умовах помірного теплого клімату на пухких карбонатних породах (переважно лесах). Головною відмінністю від інших підтипів є наявність карбонатів кальцію і магнію майже по всьому профілю, а видимі форми виділяються у вигляді прожилків, псевдоміцелію, інколи щільних конкрецій чи дутиків.
Сутність процесу полягає в збагаченні материнської породи і верхніх горизонтів ґрунту нерозчинним (важкорозчинним) у воді гумусом, в якому переважають не фульвокислоти, як у підзолах, а гумінові кислоти, які в поєднанні з кальцієм утворюють важкорозчинний гумат кальцію.
Помірно теплий клімат; Трав'яниста рослинність; Не промивний або періодично промивний водний режим; Карбонатна (CaCO3) пухка материнська порода.
Чорноземи збагачені органічними і мінеральними колоїдами у верхніх горизонтах.
Реакція грунтового розчину — близька до нейтральної
У поглиненому стані переважають катіони кальцію (більше 80% від поглинених катіонів), мало катіонів натрію, водню, заліза, алюмінію.
Грунти характеризуються потужним орним шаром з високим вмістом гумусу, хорошими фізико-механічними властивостями.
Перерозподілу колоїдів за профілем не спостерігається.
Утворення агрономічно цінної водотривкої грудкувато-зернистої структури.
По профілю немає перерозподілу колоїдів, домінує акумуляція;
Ґрунти добре гумусовані на значну глибину профілю;
Поступові переходи із горизонту в горизонт;
Зерниста структура по всьому профілю, а тому висока пористість;
Наявність СаСО3 з різної глибини у вигляді прожилок, псевдоміцелія, тощо;
У профілі відсутні токсичні сполуки, ознаки оглеєння, легкорозчинні солі;
Мають високий запас поживних речовин;
Для ґрунтів характерна висока мікробіологічна активність.
Тому ґрунти дуже родючі, пригодні для вирощення районованих сільськогосподарських культур та багаторічні плодово-ягідні насадження.